# Breitensteinia hypselurus
Breitensteinia hypselurus — вид риб триби з роду Breitensteinia родини Akysidae ряду сомоподібні. Видова назва походить від грецьких слів hypselos, тобто «високий», та oura — «хвіст».

## Опис
Загальна довжина сягає 12,2 см. Голова сплощена зверху. Морда збільшена. Має мікроскопічні очі, широко посаджені. Тулуб подовжений з трохи піднятою спиною. Хвостове стебло коротке. Скелет складається з 42 хребців. На відміну від двох інших видів хвостове стебло коротше. У спинному плавці є 1 колючий і 5 м'яких променів, в анальному — 10 м'яких променів. Грудні плавці трохи витягнуті. Черевні плавці маленькі. Відмінність самця від самиця за статевим сосочком. На хвості присутні високі остисті відростки. Хвостовий плавець невеличкий.
Тіло майже однотонне, коричневе. Спина і верхня частина хвостового стебла світліше. На хвостовому плавці присутні дві темні смуги.

## Спосіб життя
Є демерсальною рибою. Зустрічається в невеликих річках з помірною або швидкою течією. Обирає піщані ґрунти і велику кількість органіки у вигляді листя і гілок, де може сховатися від небезпеки і провести в купі сміття денні години. Активна вночі. Живиться донними безхребетними і дрібною рибою.

## Розповсюдження
Мешкає на заході о. Калімантан — в басейні річки Капуас.